# Politique en République dominicaine
La République dominicaine  est une république présidentielle multipartite où le président est à la fois chef de l'État et chef du gouvernement. Le pouvoir exécutif est exercé par le gouvernement tandis que les deux chambres du parlement détiennent le pouvoir législatif. Le pouvoir législatif est indépendant des deux premiers. La constitution en vigueur date du 25 juillet 2002, 36e modification de la constitution originale, signée le 6 novembre 1844 à San Cristóbal.
Les principaux partis politiques dominicains sont le Parti révolutionnaire dominicain (PRD), le Parti de la libération dominicaine (PLD) et le Parti réformiste social-chrétien (PRSC). Le PRSC (rouge) est un parti populiste, héritier de la rhétorique nationaliste de son fondateur, Joaquín Balaguer. Le PRD (blanc) est un parti de gauche modérée, membre de l'Internationale socialiste. Le PLD (pourpre) est un parti de tendance libérale.

## Pouvoir exécutif
| Fonction        | Nom           | Parti | Depuis       |
| --------------- | ------------- | ----- | ------------ |
| Président       | Luis Abinader | PRM   | 16 août 2020 |
| Vice-présidente | Raquel Peña   | PRM   | 16 août 2020 |

Le président et le vice-président sont élus au suffrage universel direct pour 4 ans. Leonel Fernández remporte l'élection du 16 mai 2008 avec 53,83 % des voix, contre le candidat du Parti révolutionnaire dominicain Miguel Vargas Maldonado. Depuis 1970, les élections présidentielles ont lieu le 16 mai des années divisibles par quatre (2008, 2004, 2000, 1996, etc.). Le président prend ses fonctions les 16 août suivant son élection.
Le président est à la fois le chef de l'État et le chef du gouvernement. Il est aussi le commandant en chef des forces armées. Il désigne les membres du gouvernement (Secretarios de Estado ou Conseil des Ministres).
La Constitution consacre 27 paragraphes aux attributions du président de la République, parmi lesquelles la faculté de désigner ou de relever tout membre de la fonction publique, de promulguer les lois votées par le parlement, d'engager les relations diplomatiques. Il peut disposer en outre de vastes pouvoirs, en cas d'urgence seulement (déclarer l'état de siège, gouverner par décrets).

### Système électoral
Le président de la République dominicaine et son vice-président sont élus au scrutin majoritaire à deux tours pour un mandat de quatre ans, renouvelable une seule fois, au sein d'une candidature commune. Si aucun candidat n'obtient la majorité absolue des suffrages exprimés au premier tour, un second est organisé entre les deux candidats arrivés en tête, et celui recueillant le plus de suffrages est déclaré élu. 
Les candidats à la présidence et leurs colistiers doivent être âgés d'au moins trente ans, posséder la citoyenneté dominicaine depuis la naissance, être en pleine possession de leurs droits civiques, et ne pas avoir exercer d'activité militaire ou policière dans les trois ans précédant l'élection.

### Galeries
Présidence dominicaine

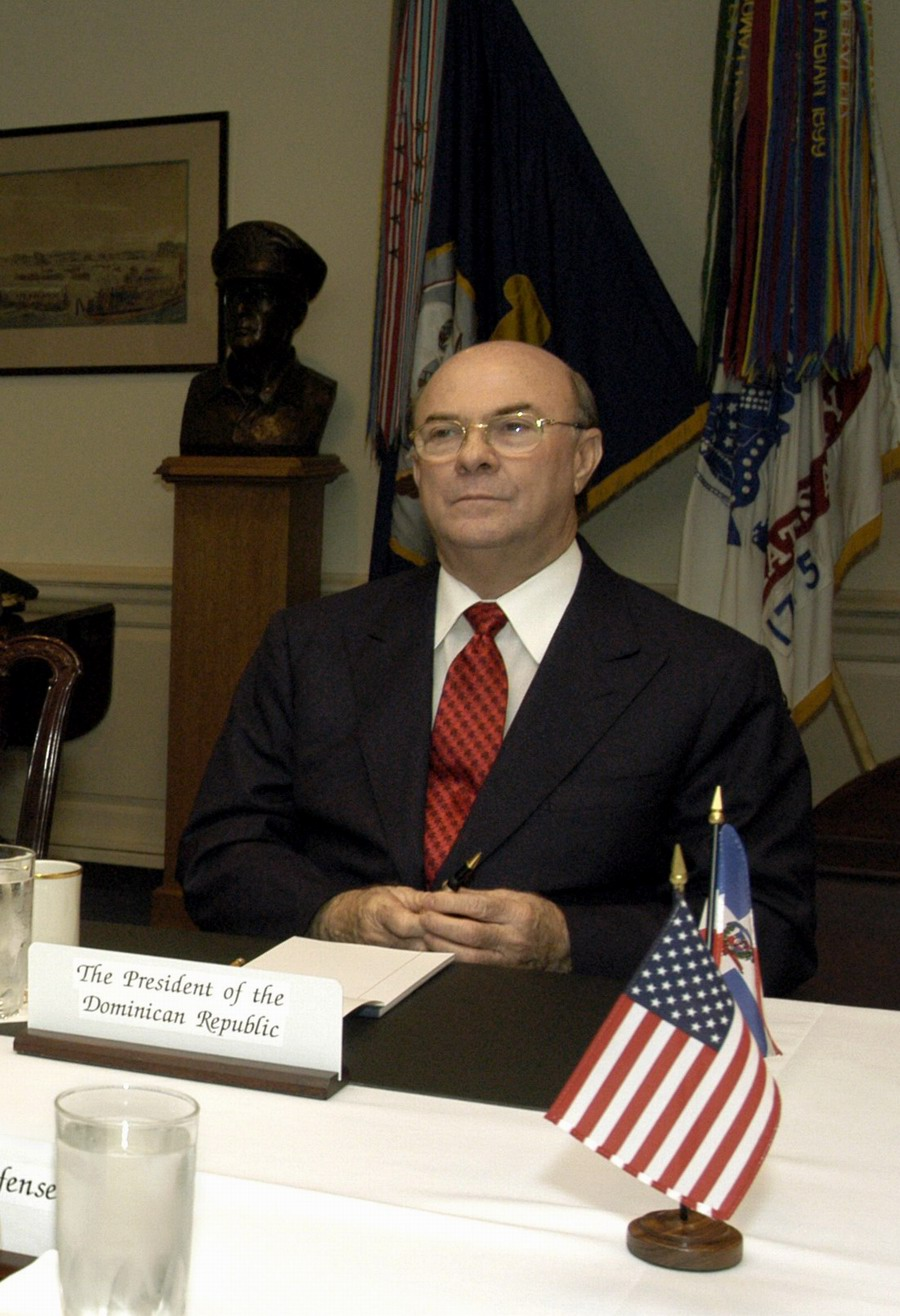
Hipólito Mejía Domínguez 2000-2004
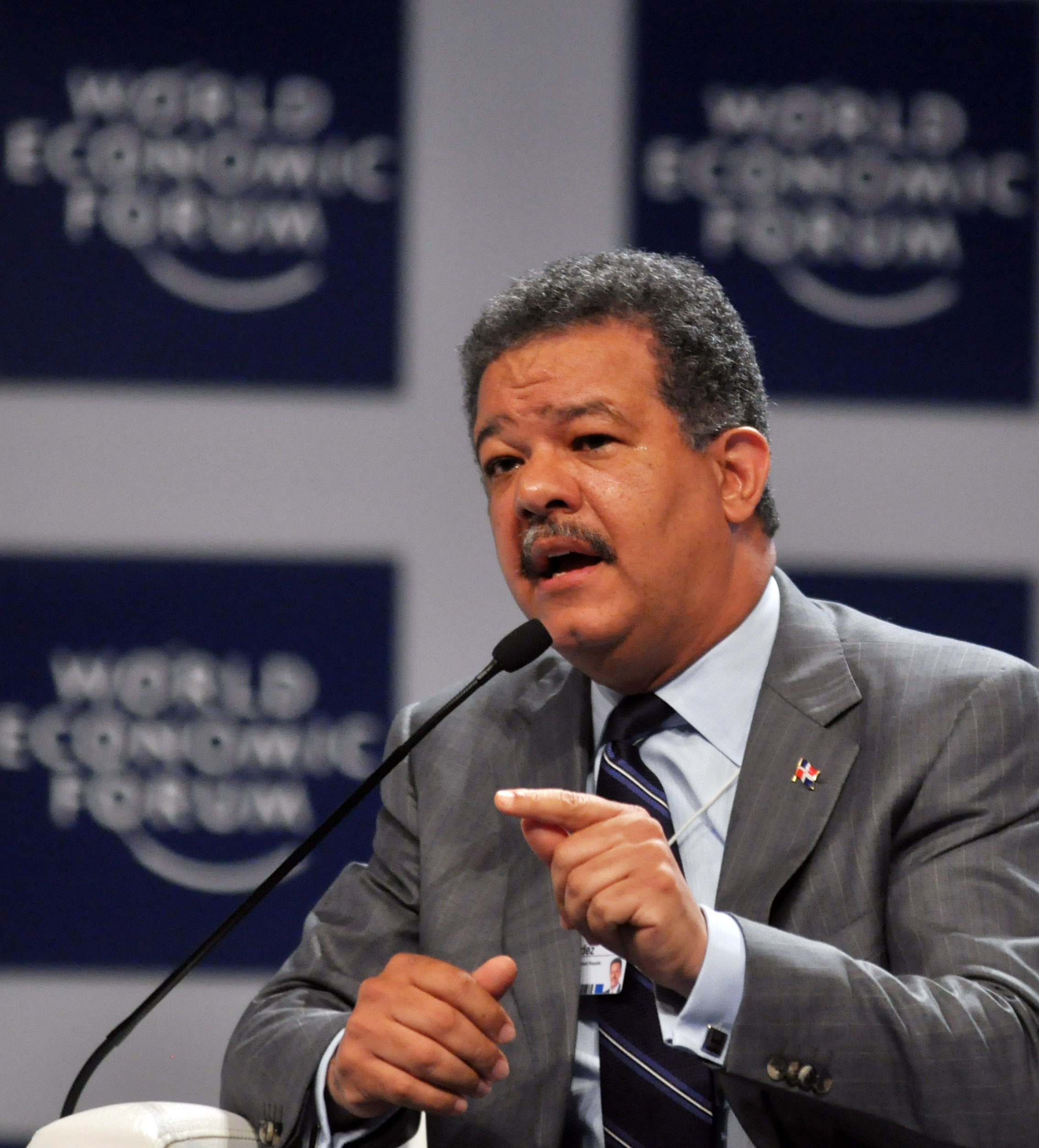
Leonel Fernández 2004-2012
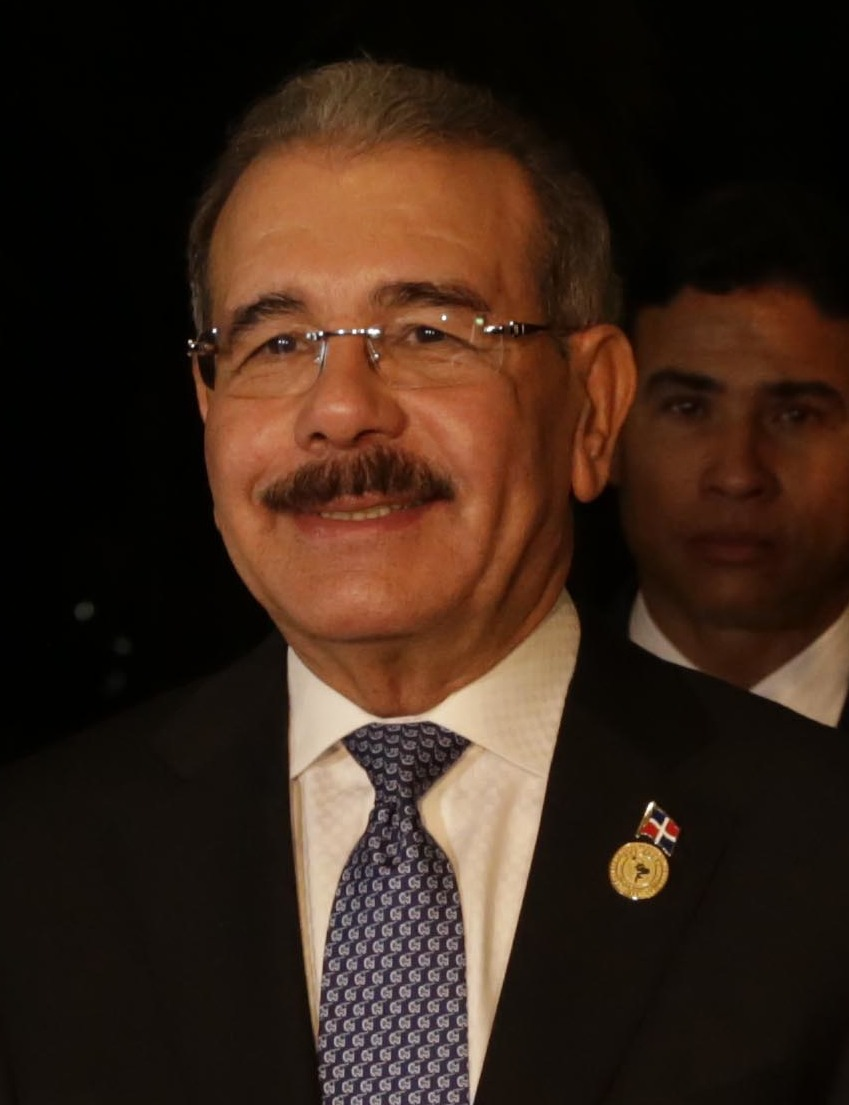
Danilo Medina 2012-2020
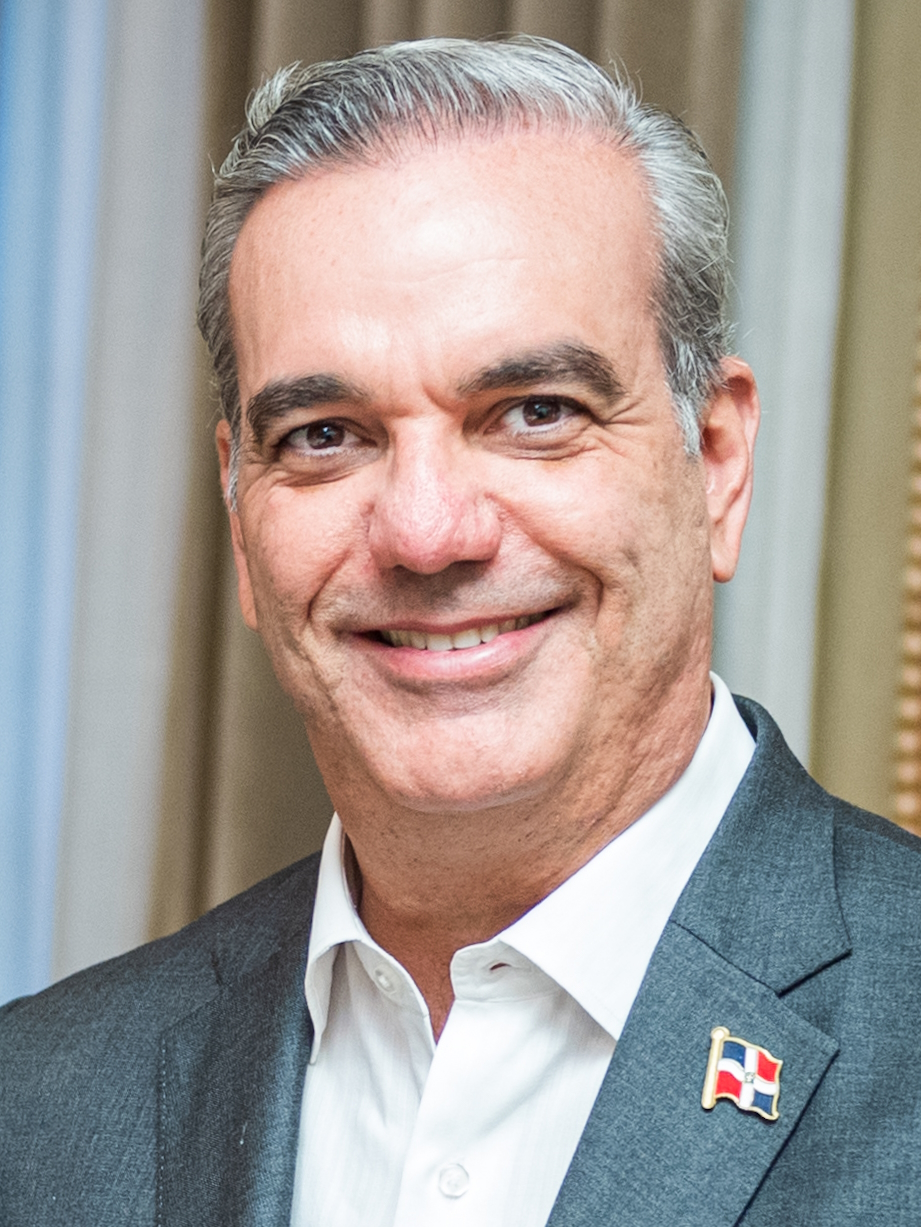
Luis Abinader 2020-présent

Vice-présidence dominicaine

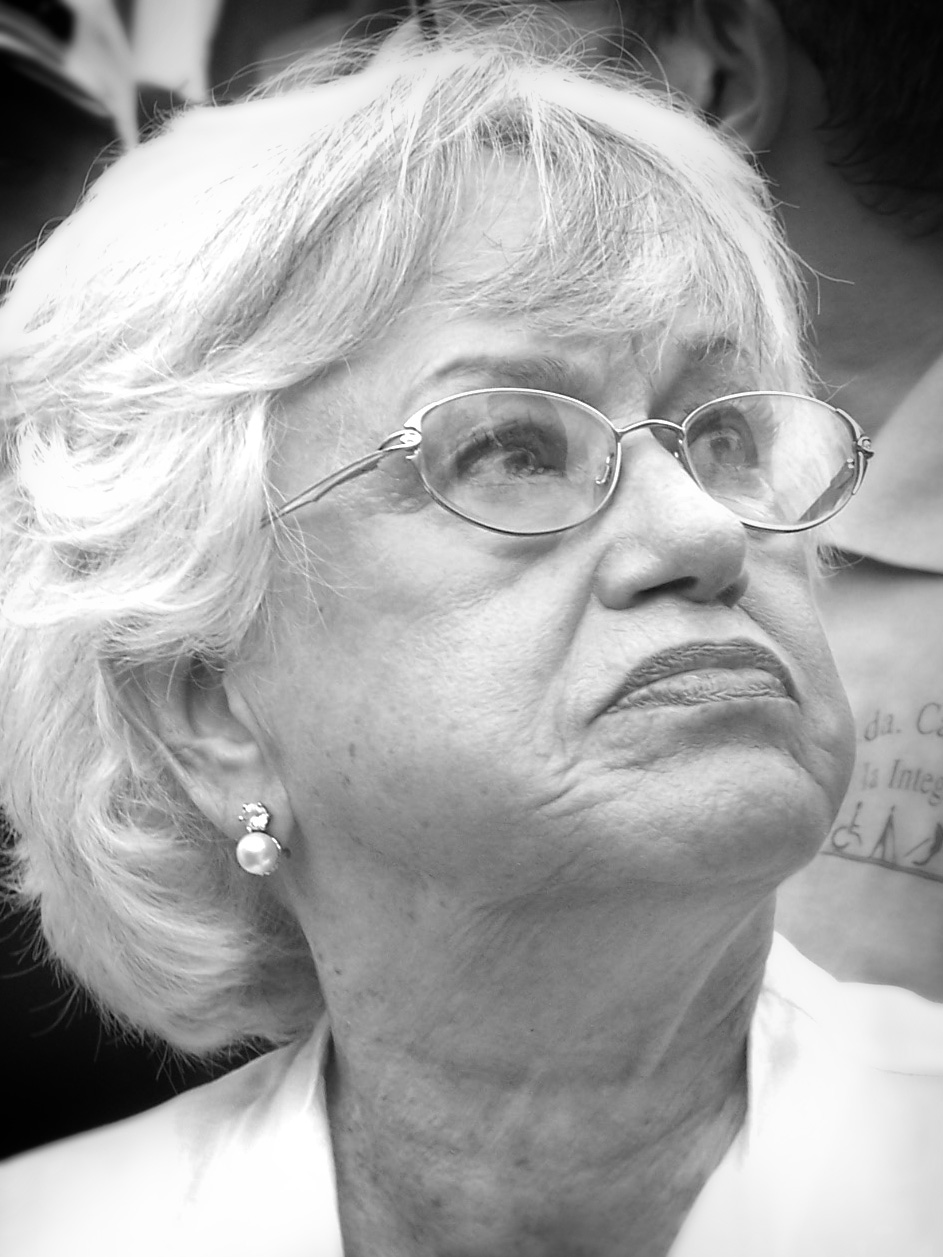
Milagros Ortiz Bosch 2000-2004
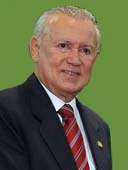
Rafael Alburquerque 2004-2012
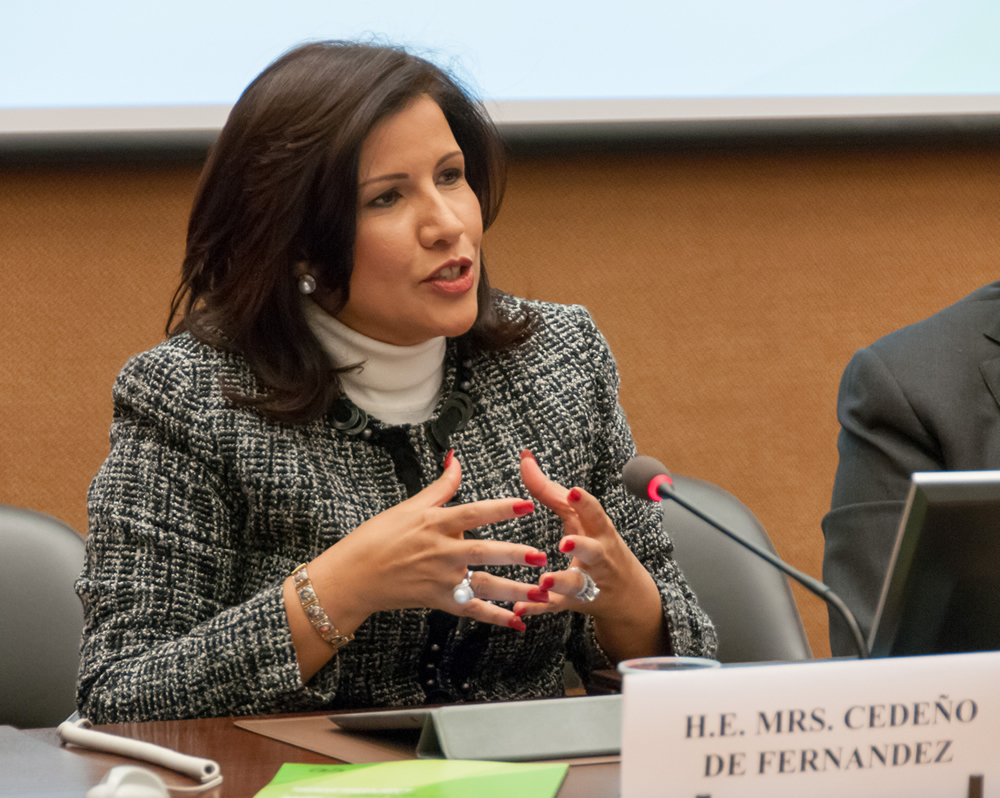
Margarita Cedeño de Fernández 2012-2020
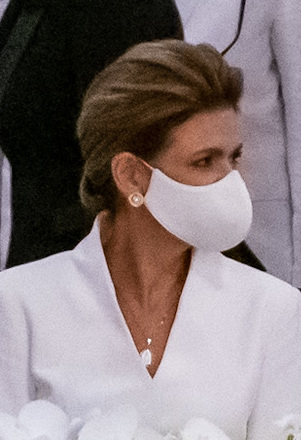
Rafael Alburquerque 2020-présent

## Pouvoir législatif
Le congrès national (Congreso Nacional) est le parlement dominicain. Il est composé du Sénat (Senado, 32 sénateurs élus au suffrage direct pour 4 ans) et de la Chambre des députés (Cámara de Diputados, 178 députés élus au suffrage direct pour 4 ans).
Les élections législatives et sénatoriales ont lieu tous les 4 ans. Jusqu'à la constitution qui a pris effet en janvier 2010, ces élections se tenaient chaque année paire non divisible par quatre (soit en décalage de deux ans avec les élections présidentielles). Afin d'éviter tout risque de non-gouvernabilité, la nouvelle constitution revient à une organisation conjointe de l'ensemble des élections. Par exception, les sénateurs et députés élus lors du scrutin du 16 mai 2010 le sont donc pour une durée de six années.
La Chambre des députés est dotée de 190 sièges pourvus pour quatre ans dont 178 au Scrutin proportionnel plurinominal dans 32 circonscriptions électorales  plurinominales correspondant aux 31 provinces plus le district national de la capitale Saint-Domingue. Le nombre de sièges par circonscription varie en fonction de leur population, à raison d'un minimum de deux sièges plus un par tranche de 50 000 habitants, et un dernier pour une éventuelle tranche supplémentaire de 25 000 habitants. À ce total s'ajoutent 5 autres sièges compensatoires distribués en priorité aux partis ayant franchi le seuil électoral de 1 % des suffrages exprimés au niveau national mais n'ayant obtenu aucun siège dans les circonscriptions. Enfin, 7 sièges sont réservés depuis 2016 à la diaspora dans une unique circonscription extra nationale, selon le même mode de scrutin,. Le Sénat est quant à lui composé de 32 sièges pourvus pour quatre ans au scrutin uninominal majoritaire à un tour dans autant de circonscriptions correspondant aux 31 provinces plus le district national de la capitale Saint-Domingue,. Les deux élections ont lieu sur un bulletin unique, une voix pour le candidat au sénat équivalant à une voix pour son parti à la chambre des députés.
Le chapitre IV de la Constitution détermine l'organisation et les fonctions du pouvoir législatif.

### Élections au Congrès
|       | Élections du 16 mai 1998 | Élections du 16 mai 1998 | Élections du 16 mai 2002 | Élections du 16 mai 2002 | Élections du 16 mai 2006 | Élections du 16 mai 2006 | Élections du 16 mai 2010 | Élections du 16 mai 2010 | Élections du 16 mai 2016 | Élections du 16 mai 2016 | Élections du 16 mai 2020 | Élections du 16 mai 2020 |
| Parti | Sénateurs                | Députés                  | Sénateurs                | Députés                  | Sénateurs                | Députés                  | Sénateurs                | Députés                  | Sénateurs                | Députés                  | Sénateurs                | Députés                  |
| ----- | ------------------------ | ------------------------ | ------------------------ | ------------------------ | ------------------------ | ------------------------ | ------------------------ | ------------------------ | ------------------------ | ------------------------ | ------------------------ | ------------------------ |
| PRM   | -                        | -                        | -                        | -                        | -                        | -                        | -                        | -                        | 3                        | 58                       | 17                       | 86                       |
| PLD   | 3                        | 49                       | 1                        | 41                       | 22                       | 96                       | 31                       | 115                      | 26                       | 106                      | 6                        | 75                       |
| PRD   | 24                       | 83                       | 29                       | 74                       | 7                        | 60                       | 1                        | 75                       |                          |                          |                          |                          |
| PRSC  | 3                        | 17                       | 2                        | 35                       | 3                        | 22                       |                          | 18                       | 3                        | 1                        | 5                        | 6                        |
| Total | 30                       | 149                      | 32                       | 150                      | 32                       | 178                      | 32                       | 193                      | 32                       | 190                      | 32                       | 190                      |

### Partis politiques
Outre les trois principaux partis politiques de la République dominicaine, le PRM, le PRM et le PRSC, il existe de nombreux partis de moindre importance, qui, généralement, mettent en place des alliances lors des élections.
En 1983, plusieurs partis de gauche étaient unis pour former le Front gauchiste dominicain, le FID. Cependant, les partis gardent chacun leur organisation interne propre.
En 2006, pour les élections législatives, deux alliances se sont formées : le Bloc progressiste (autour du parti au pouvoir, le PLD et la Grande alliance nationale (autour des deux principaux partis d'opposition, le PLD et le PRSC).
Les partis doivent être reconnus par la Junte centrale électorale. Au 31 mars 2009, ils sont au nombre de 23 :
- PLD (Partido de la liberación dominicana)
- PRM (Partido revolucionario moderno)
- PRSC (Partido reformista social cristiano)
- PRD (Partido revolucionario dominicano)
- APD (Partido alianza por la democracia)
- BIS (Bloque institucional socialdemócrata)
- PRSD (Partido revolucionario social demócrata)
- PUN (Partido de unidad nacional)
- PTD (Partido de los trabajadores dominicanos)
- PQDC (Partido quisqueyano demócrata cristiano)
- PLRD (Partido liberal de la Repúlica dominicana)
- UDC (Partido unión demócrata cristiana)
- PRI (Partido revolucionario independiente)
- PVUD (Partido verde de la unidad democrática)
- PNVC (Partido nacional de veteranos y civiles)
- PRN (Partido renacentista nacional)
- MIUCA (Movimiento independencia, unidad y cambio)
- ASD (Alianza social dominicana)
- PDP (Partido demócrata popular)
- PPC (Partido popular cristiano)
- PHD (Partido humnista dominicano)
- FNP (Fuerza nacional progresista)
- PPR (Partido popular reformista)
- MODA (Movimiento democrótico alternativo)

## Pouvoir judiciaire
Le pouvoir judiciaire est chargé d'administrer la justice afin d'assurer le respect et la protection des droits établis par la Constitution et les lois. Son organe supérieur est la Cour suprême de justice (Cour de cassation), composée de 16 juges nommés par le Conseil national de la Magistrature, une entité créée par la réforme constitutionnelle de 1994 afin de préserver l'indépendance de la justice.

## Participation internationale
ACP, Caricom (observateur), ECLAC, FAO, G-11, G-77, IADB, IAEA, IBRD, ICAO, ICFTU, ICRM, IDA, IFAD, IFC, IFRCS, IHO, ILO, IMF, IMO, Intelsat, Interpol, IOC, IOM, ISO (membre), ITU, LAES, LAIA (observateur), NAM (observateur), OAS, ONU, OPANAL, OPCW, PCA, UNCTAD, UNESCO, UNIDO, UPU, WCL, WFTU, WHO, WMO, WToO, WTrO